# Elbow Lake (comté de Becker, Minnesota)
Pour les articles homonymes, voir Elbow Lake.
Pour la ville située dans le même État, voir Elbow Lake (comté de Grant, Minnesota).
Elbow Lake est une census-designated place située au sein de la réserve indienne de White Earth dans le comté de Grant, dans l’État du Minnesota, aux États-Unis. Lors du recensement de 2010, sa population s’élevait à 95 habitants. À noter qu’une partie d’Elbow Lake s’étend sur le comté de Clearwater.

## Démographie
| Groupe            | Elbow Lake | Minnesota | États-Unis |
| ----------------- | ---------- | --------- | ---------- |
| Amérindiens       | 72,1       | 1,1       | 0,9        |
| Blancs            | 25,0       | 85,3      | 72,4       |
| Métis             | 2,9        | 2,4       | 2,9        |
| Autres            | 0          | 11,2      | 23,8       |
| Total             | 100        | 100       | 100        |
|                   |            |           |            |
| Latino-Américains | 1,9        | 4,7       | 16,7       |

Selon l'American Community Survey, pour la période 2011-2015, 95,37 % de la population âgée de plus de 5 ans déclare parler anglais à la maison, alors que 4,63 % déclare parler l'ojibwé.

## Source
- (en) Cet article est partiellement ou en totalité issu de l’article de Wikipédia en anglais intitulé « Elbow Lake, Becker County, Minnesota » (voir la liste des auteurs).

1. ↑  (en) « Elbow Lake CDP - census.ire.org », sur census.ire.org.
2. ↑  (en) « Population of Minnesota - Census 2010 and 2000 », sur censusviewer.com.
3. ↑  (en) « Language spoken at home by ability to speak english for the population 5 years and over », sur factfinder.census.gov.